# Будичани
Будича́ни (до 1946 року — Сербинівка) — село в Україні, у Чуднівській міській територіальній громаді Житомирського району Житомирської області. Кількість населення становить близько 700 осіб (2022). У 1923—2018 роках — адміністративний центр колишньої Будичанської сільської ради.

## Загальна інформація
Розташоване за 4 км від Чуднова та 12 км від найближчої залізничної станції Чуднів-Волинський. Неподалік села знайдено знаряддя праці часів неоліту.

## Населення
В середині 19 століття парафія налічувала 1 362 вірян, дворів — 172,5. Станом на 1885 рік в селі мешкало 1 201 осіб, налічувалося 114 дворових господарств.
За переписом 1897 року кількість мешканців зросла до 1446 осіб (691 чоловічої статі та 755 — жіночої), з яких 1417 — православної віри.
На початку 20 століття — 119 дворів та 1 462 мешканці, у 1906 році — 1 628 жителів, дворів — 341, у 1923 році — 517 дворів та 2 141 мешканець.
Відповідно до перепису населення СРСР 17 грудня 1926 року, чисельність населення становила 2 226 осіб, з них 1 086 чоловіків та 1 140 жінок; етнічний склад: українців — 2 220, росіян — 1, поляків — 5. Кількість домогосподарств — 505, з них, неселянського типу — 3.
Станом на 1972 рік кількість населення становила 1 663 особи, дворів — 504.
Відповідно до результатів перепису населення СРСР, кількість населення, станом на 12 січня 1989 року, становила 1 240 осіб. Станом на 5 грудня 2001 року, відповідно до перепису населення України, кількість мешканців села становила 964 особи.

## Історія
Час заснування — невідомий. У 1628 році належало до забезпечення чуднівського священника, який платив з 10 димів та 12 городів. Згадується в люстрації Житомирського замку 1754 року, як село, що належало київській капітулі, сплачувало 6 злотих і 7,5 грошів до замку та 25 злотих — до скарбу.
В середині 19 століття — Сербинівка, село Чуднівської волості Житомирського повіту Волинської губернії, на річці, за 60 верст від Житомира, 4 версти від Чуднова, де розміщувалася найближча поштова станція та 7 верст від найближчої залізничної станції Вільшанка. З 1843 року функціонувало народне училище. Великі землевласники — спадкоємці генерала Порицького, православні. Дерев'яну церкву збудовано 1803 року, за кошти вірян. При церкві біля 62 десятин переважно глинистої землі. Сусідні парафії — Дідківці (5 верст), Стовпів (3 версти) та в містечку Чуднів (4 версти). На кладовищі була дерев'яна каплиця.
Станом на 1885 рік — Сербинівка, колишнє власницьке сільце Чуднівської волості Житомирського повіту Волинська губернії, біля безіменної річки, були церковна парафія, капличка, 2 заїзди, школа.
На початку 20 століття — село Чуднівської волості Житомирського повіту, на річці без назви, за 53 версти від Житомира, 4 версти від Чуднова, де була найближча поштова станція. Найближча залізнична станція (Вільшанка) за 7 верст. Належало спадкоємцям генерала Порицького.
У 1906 році — село Чуднівської волості (3-го стану) Житомирського повіту Волинської губернії. Відстань до губернського та повітового центру, м. Житомир, становила 58 верст, до волосного центру, міст. Чуднів — 5 верст. Найближче поштово-телеграфне відділення розташовувалося в Чуднові.
У березні 1921 року, в складі волості, включене до новоствореного Полонського повіту Волинської губернії. У 1923 році увійшло до складу новоствореної Сербинівської сільської ради, котра, 7 березня 1923 року, включена до складу новоутвореного Чуднівського району Житомирської округи; адміністративний центр ради. Відстань до районного центру, міст. Чуднів, становила 4 версти.
17 червня 1925 року Чуднівський район передано до складу Бердичівської округи. Відстань від населеного пункту до районного центру, міст. Чуднів, становила 5 верст, окружного центру, м. Бердичів — 36 верст, до найближчої залізничної станції (Чуднів) — 7 верст.
На фронтах Другої світової війни воювали 493 селян, з них 235 загинули, 252 нагороджені орденами та медалями. На їх честь в селі споруджено пам'ятник.
7 червня 1946 року, відповідно до указу Президії Верховної ради Української РСР «Про збереження історичних найменувань та уточнення і впорядкування існуючих назв сільрад і населених пунктів Житомирської області», село отримало назву Будичани, сільську раду перейменовано на Будичанську.
В радянські часи розміщувалася центральна садиба колгоспу, котрий обробляв 4 101 га землі, з них 3 062 га — рілля. Господарство спеціалізувалося на птахівництві, вирощувало зернові культури та цукрові буряки. В селі були середня школа, будинок культури, дві бібліотеки, фельдшерсько-акушерський пункт, дитячі ясла, відділення зв'язку, ощадкаса, комбінат побутового обслуговування.
30 грудня 1962 року, в складі сільської ради, увійшло до Бердичівського району, 4 січня 1965 року — до складу Дзержинського району, 8 грудня 1966 року — до складу відновленого Чуднівського району Житомирської області.
11 липня 2018 року включене до складу новоствореної Чуднівської міської територіальної громади Чуднівського району Житомирської області. Від 19 липня 2020 року, разом з громадою, в складі новоствореного Житомирського району Житомирської області.

## Відомі люди
- Цапун Раїса Володимирівна (нар. 1960) — педагог, фольклорист, етнограф, збирачка та виконавиця народних пісень, автор публікацій із традиційної культури.